# Штоббе, Фёдор Генрихович
Фёдор Генрихович Штоббе (16 декабря 1916, Архангельск — 4 октября 1984, Нижний Тагил) — советский театральный актёр, народный артист РСФСР.

## Биография
Родился 16 декабря 1916 года в Архангельске в семье столяра Генриха Штоббе. Был младшим из пяти детей в семье. Отец умер в 1918 году от «испанки». Поступил в мореходное училище, но вскоре перешёл в театральное. В 1935 году окончил Архангельское театральное училище. С 1933 года был актёром Архангельского театра кукол. В 1938—1941 годах работал в Сталинградского ТЮЗа.
Участвовал в Великой Отечественной войны, прошёл всю войну.
Работал в ТЮЗах Саратова, Ростова, Казани. В 1949—1961 годах играл в Кировском драматическом театре.
В 1961—1984 годах выступал в Нижнетагильском драматическом театре. Сыграл более 100 ведущих ролей в пьесах советских, русских и западноевропейских драматургов. Ставил моноспектакли на малой сцене, участвовал в конкурсах чтецов в Москве (Есенин, Маяковский, стихи о войне).
Преподавал в музыкальном училище. Избирался депутатом Нижнетагильского городского Совета.
Умер 4 октября 1984 году в Нижнем Тагиле. Похоронен на Центральном кладбище.

## Награды и премии
- Медаль «За оборону Сталинграда».
- Медаль «За оборону Кавказа».
- Заслуженный артист РСФСР (18.01.1971).
- Народный артист РСФСР (26.12.1978).
- Орден Трудового Красного Знамени (1967)
- Почётный гражданин Нижнего Тагила (17 августа 1976).

## Работы в театре
- «Любовь к трём апельсинам» К. Гоцци — Король
- «Доходное место» А. Островский — Жадов
- «Двенадцатая ночь» У. Шекспир — Шут
- «Вишнёвый сад» А. П. Чехова — Епиходов
- «Власть тьмы» Л. Толстой — Аким
- «Иудушка Головлёв» М. Салтыков-Щедрин — Иудушка
- «Между ливнями» А. Штейн — Ленин
- «Золотопромышленники» Д. Мамин-Сибиряк (1962)